# Mumpa
Mumpa is een bestuurslaag in het regentschap Indragiri Hilir van de provincie Riau, Indonesië. Mumpa telt 3029 inwoners (volkstelling 2010).